# Ramona Puerari
Ramona Puerari (née le 7 avril 1983 à Lecco, en Lombardie) est une joueuse italienne de volley-ball. Elle mesure 1,70 m et joue au poste de libero. Elle totalise 5 sélections en équipe d'Italie.

## Clubs
| Club                   | Pays   | De        | À         |
| ---------------------- | ------ | --------- | --------- |
| Eldor Volley Cantu     | Italie | 1995-1996 | 2001-2002 |
| Volley 2002 Forlì      | Italie | 2002-2003 | 2003-2004 |
| Scavolini Pesaro       | Italie | 2004-2005 | 2006-2007 |
| Monte Schiavo Jesi     | Italie | 2007-2008 | 2007-2008 |
| Chieri Volley          | Italie | 2008-2009 | 2008-2009 |
| Volleyball Santa Croce | Italie | 2009-2010 | 2010-2011 |
| Villa Cortese          | Italie | 2011-2012 | 2011-2012 |
| Asystel MC Carnaghi    | Italie | 2012-2013 | …         |

## Palmarès

### Clubs
- Coupe de la CEV 
  - Vainqueur : 2006
- Supercoupe d'Italie
  - Vainqueur: 2006

### Récompenses individuelles
- Championnat du monde de volley-ball féminin des moins de 20 ans 2001: Meilleure libéro.